# متحف تشيلسى للفنون

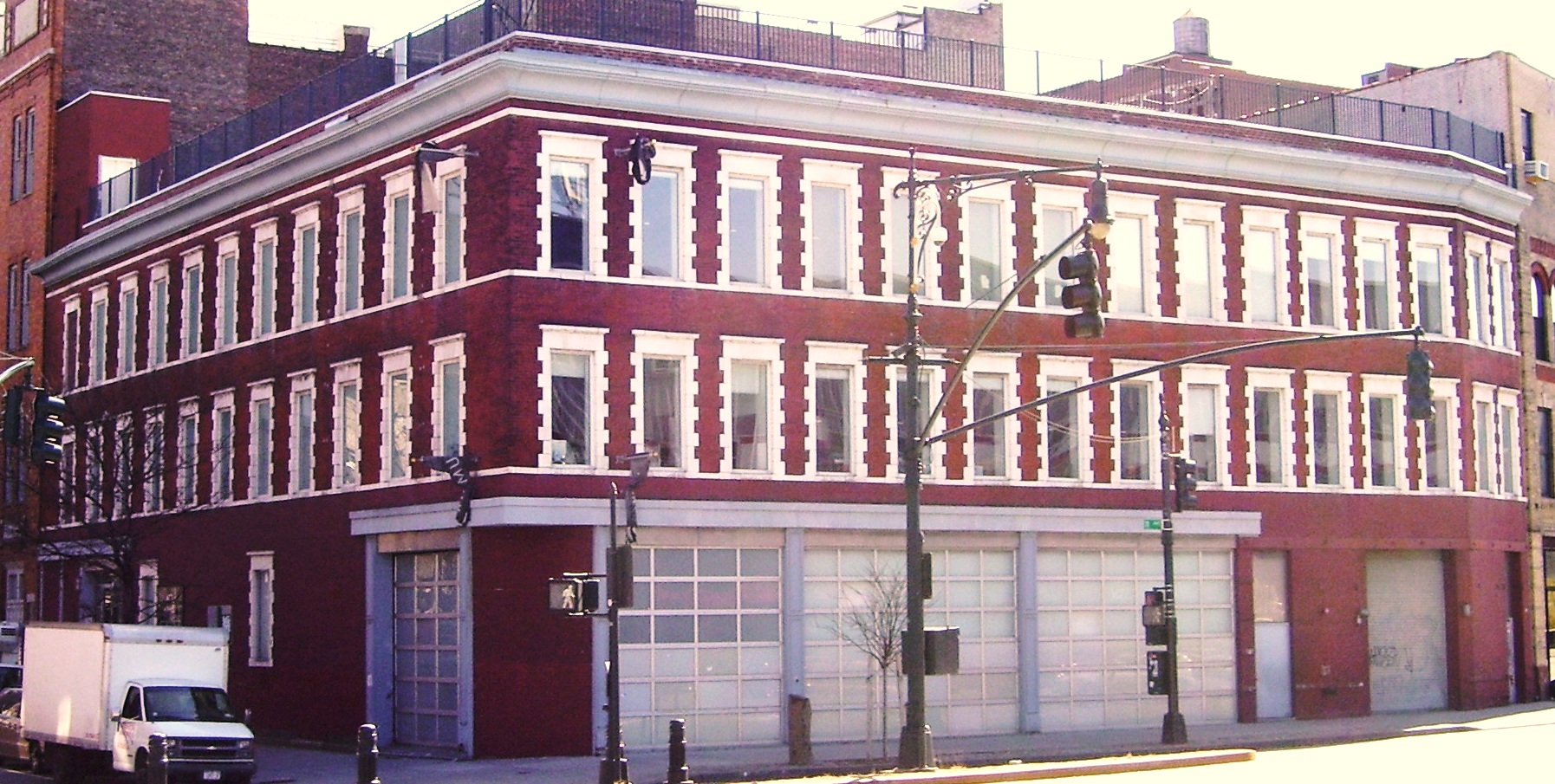
متحف تشيلسي للفنون

متحف تشيلسي للفنون (CAM) هو متحف للفن المعاصر يقع في شارع 22 غربا على زاوية شارع إليفينث أفينيو في حي تشيلسي في مانهاتن ومدينة نيويورك. ينصب التركيز الرئيسي لهذا المتحف على الفن الأوروبي في فترة ما بعد الحرب.